# کیتاکامی، ایواته
کیتاکامی در استان ایواته در کشور ژاپن  واقع شده‌است  که دارای جمعیت ۹۴٬۸۰۶ نفر و مساحت ۴۳۷٫۵۵ کیلومتر مربع با تراکم جمعیت ۲۱۷  نفر در کیلومترمربع است و در تاریخ ۱ آوریل ۱۹۹۱ به عنوان شهر شناخته شد.

## نگارخانه

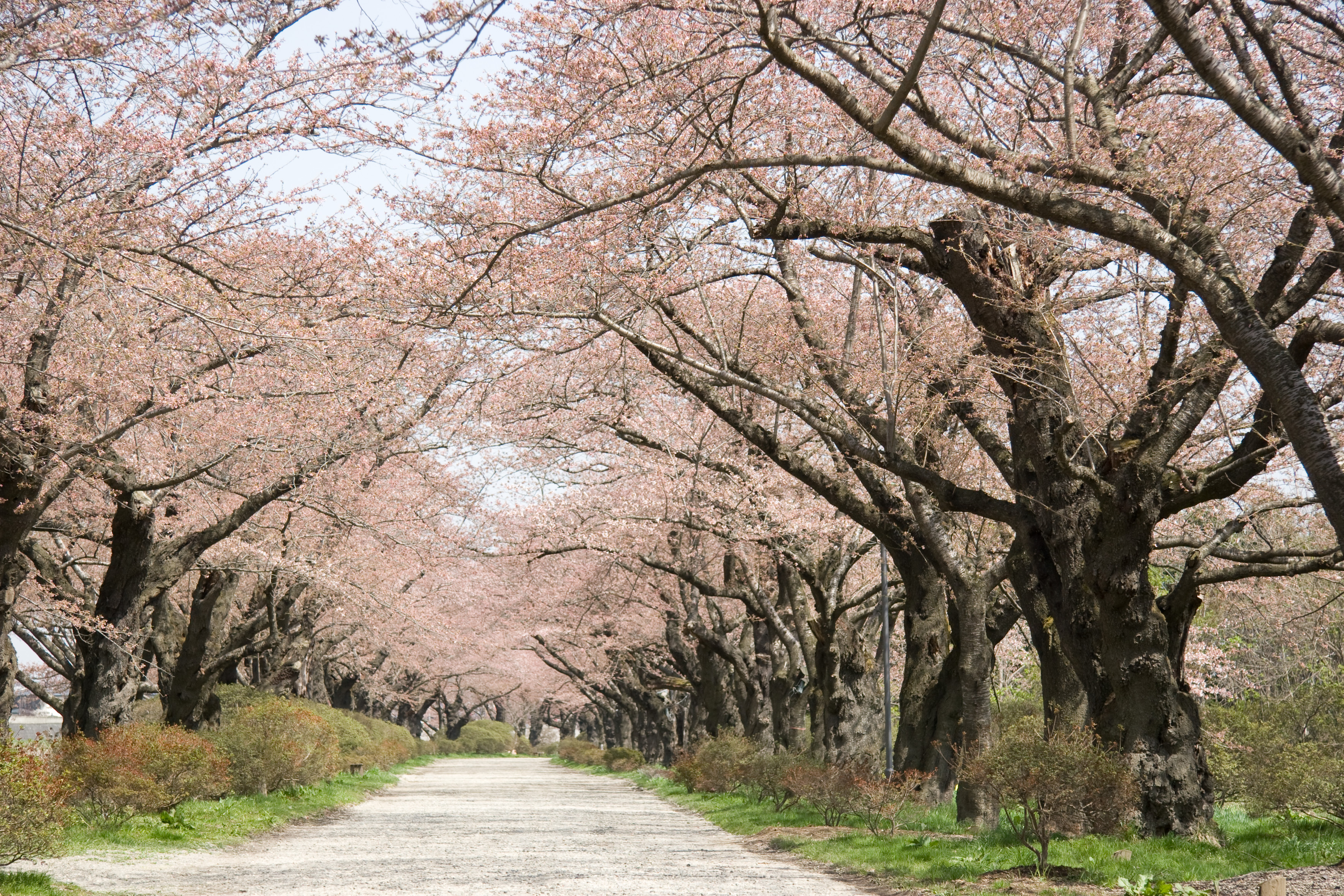
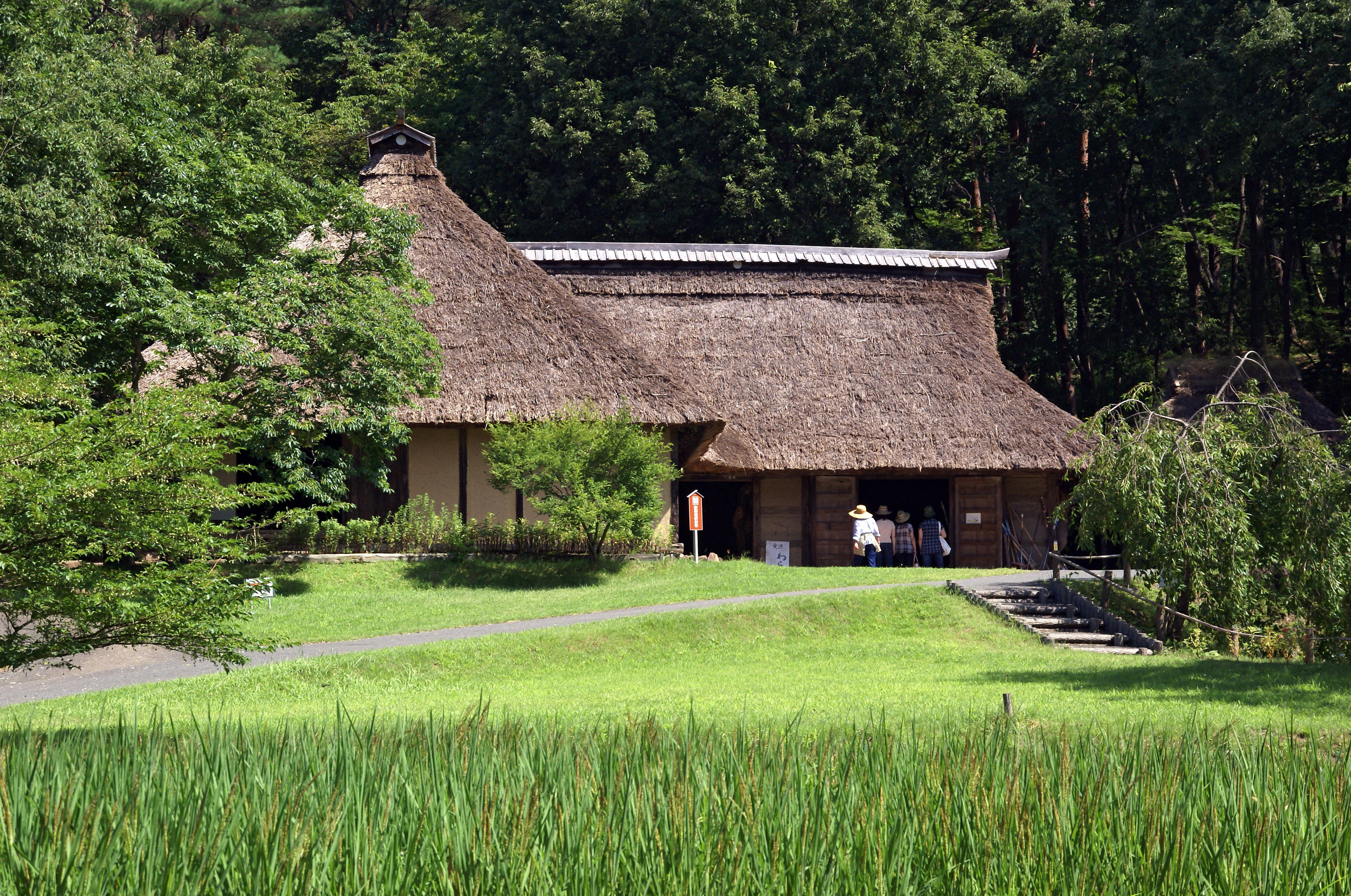